# Тему, Нафтали
Набиба Нафтали Тему (англ. Nabiba Naftali Temu; 20 апреля 1945, Нямира — 10 марта 2003, Найроби) — кенийский бегун на длинные дистанции. Чемпион Олимпийских игр 1968 года на дистанции 10 000 метров и бронзовый призёр на дистанции 5000 метров.

## Биография
Заниматься лёгкой атлетикой начал в 14 лет. После окончания школы поступил в ряды кенийской армии. Принял участие в олимпийских играх 1964 года в Токио сразу на двух дистанциях. Бежал 10 000 метров, но не смог добежать до финиша. Через несколько дней бежал марафон, в котором занял 49-e место. В 1965 году стал серебряным призёром в беге на 5000 метров на Всеафриканских играх и в 1966 году — золотым призёром в беге на 6 миль в Играх Содружества. На олимпийских играх в Мехико выиграл сразу две медали, а в марафоне занял 19 место. На олимпиаде в Мюнхене бежал 10 000 метров, но ничего серьёзного не добился.
Нафтали является первым африканским бегуном, которому удалось стать олимпийским чемпионом на дистанции 10 000 метров. Победитель кросса Cinque Mulini 1970 года. В 1973 году вышел на пенсию. В знак признания его выдающихся успехов в спорте президент Кении Джомо Кениата подарил ему ферму в районе Северный Мугиранго. Умер 10 марта 2003 года в национальном госпитале от рака простаты.